# Hillevåg Station
Hillevåg Station (Hillevåg stoppested) var en jernbanestation på Jærbanen, en del af Sørlandsbanen, der lå i bydelen Hillevåg i Stavanger i Norge. Den bestod af et spor og en perron med et læskur.
Stationen blev oprettet som trinbræt omkring 1880. Oprindeligt hed den Hillevaag, men stavemåden blev ændret til Hillevåg i april 1921. Den blev opgraderet til holdeplads i maj 1910 men mistede bemandingen omkring 1934. Den blev nedlagt i forbindelse med etableringen af dobbeltspor mellem Sandnes Stavanger og erstattet af den nye Paradis Station i 2009.